# مهر إليازر
مهر إليازر (من مواليد 16 يناير 1997) عارضة أزياء وحاملة لقب ملكة جمال بنامية - هندية والتي توجت بمسابقة سينوريتا باناما 2019. وستمثل بنما في ملكة جمال الكون 2019.

## روابط خارجية
- Señorita Panamá Official Website
- مهر إليازر على إنستغرام

| الجوائز و الإنجازات      | الجوائز و الإنجازات               | الجوائز و الإنجازات |
| ------------------------ | --------------------------------- | ------------------- |
| سبقه روزا مونتيزوما      | سينوريتا بنما 2019-2020           | تبعه TBD            |
| سبقه أنا غابرييلا غارسيا | ملكة جمال إيسلا فلامنكو 2019-2020 | تبعه TBD            |